# Gioca Jouer
Gioca Jouer è una novelty del 1981 interpretata dal disc jockey italiano Claudio Cecchetto, autore del testo, con musica scritta da Claudio Simonetti.
Il brano ha ottenuto un notevole successo, diventando un tormentone estivo del periodo e poi un evergreen; è un ballo di gruppo con un testo molto semplice che si limita a descrivere le mosse da eseguire. È stato anche la sigla del Festival di Sanremo 1981, presentato dallo stesso Cecchetto con Eleonora Vallone.

## Tracce
1. Gioca Jouer (Per principianti (Con Comandi)) – 3:47 (testo: Claudio Cecchetto – musica: Claudio Simonetti)
2. Gioca-Jouer (Instrumental Version) (Per esperti (Senza Comandi)) – 3:47 (musica: Claudio Simonetti)

## Descrizione
Gioca jouer, descritto dall'autore come "un gioco associato alla musica", si potrebbe definire una specie di "tarantella" rock con ritmo, synth e chitarre incalzanti, con la melodia principale suonata dal sassofono. Il testo dà alcune istruzioni e descrive i sedici gesti da compiere per ballare, che consistono nel mimare alcune azioni e nell'imitare alcuni popolari personaggi; il ballo viene eseguito tre volte, di cui l'ultima più velocemente delle altre.
Il testo è stato scritto nel 1981 da Claudio Cecchetto, mentre la musica da Claudio Simonetti, al quale Cecchetto chiese "un brano nello stile di Whatever You Want degli Status Quo". Il singolo è stato arrangiato e prodotto da Claudio Simonetti e Giancarlo Meo, e registrato e mixato da Marco Covaccioli allo studio 5A di Roma sempre nel 1981.
Il brano, nato da un'idea di Cecchetto, deve la sua fortuna anche al fatto che diventò sigla del Festival di Sanremo del 1981, di cui Cecchetto era anche presentatore. Il 45 giri vendette 500 000 copie nel primo trimestre dalla sua uscita.
Il singolo viene anche pubblicato in Inghilterra dai Black Lace con il titolo Superman. Nell'ottobre 1983 sale nella Top Ten dei singoli più venduti nel Regno Unito.
Nel 2006 venne ripubblicato in francese, inglese, spagnolo, tedesco e cinese. Per festeggiarne i 25 anni, Cecchetto organizzò anche un video girato negli Stati Uniti, in Sudafrica, in Egitto, in India, in Cina e in altri Paesi dove i protagonisti ballano Gioca jouer. Nel 2011, in occasione dei 30 anni del singolo, è stato fatto un montaggio creando un video dove sono state scelte le migliori immagini dai numerosi video del ballo di gruppo pubblicati su YouTube. Il brano continua ad avere un grande successo ancora oggi, venendo spesso utilizzato in occasioni in cui si tengono balli di gruppo.

## Accoglienza
In Italia il singolo arriva al n.1 della Hit Parade, con oltre 500 000 copie vendute. Viene pubblicato anche in Argentina, dove arriva, con la versione in spagnolo, al n.1 della classifica di vendite.